# A Weekend in the City
A Weekend in the City ist das zweite Studioalbum der Band Bloc Party.

## Entstehungsgeschichte
Die Band wollte nach Aussage des Sängers Kele Okereke auf keinen Fall eine Art „Silent Alarm Pt. 2“ veröffentlichen, der Sound ist deshalb deutlich elektronischer und experimenteller ausgefallen als das Debüt. In dem Album geht es u. a. um Gewalt, die Terroranschläge am 7. Juli 2005 in London, Einwanderung und Drogenmissbrauch. In Interviews gab Okereke zu, sich in seinen Songtexten in stärkerem Maße an politische Themen heranzuwagen, insbesondere einige rassistische Vorfälle in Großbritannien waren dafür der Auslöser. Das Albumcover ist eine Fotografie namens A Modern Project von Rut Blees Luxemburg. Zeitgleich erschien die Single The Prayer (B-Seite: We Were Lovers).

## Erfolge
Es verkaufte sich im britischen Raum so oft, dass es im Februar 2007 Platz 2 der britischen Albumcharts erreichte. Auch in den USA war das Album erfolgreich; mit 47.726 verkauften Exemplaren kletterte das Album auf Platz 12 der Billboard-Charts.

## Titelliste
1. Song for Clay (Disappear Here) – 4:49
2. Hunting for Witches – 3:31
3. Waiting for the 7.18 – 4:17
4. The Prayer – 3:45
5. Uniform – 5:32
6. On – 4:46
7. Where Is Home? – 4:54
8. Kreuzberg – 5:27
9. I Still Remember – 4:33
10. Sunday – 4:59
11. SRXT – 4:51

## Versionen
Das Album erschien in verschiedenen Ausführungen. Eine Limited Edition enthielt eine DVD mit Bonusmaterial. Auch für die verschiedenen Download-Portale wie iTunes und Napster wurden unterschiedliche Bonustracks aufgenommen. Weitere Bonustracks lassen sich auf der japanischen und der kanadischen Version des Albums finden. Neben den CD-Versionen wurde auch eine Picture-LP ohne Bonusmaterial veröffentlicht.

### DVD
1. Studio Footage
2. Interviews
3. The Prayer (Video)
4. I Still Remember (Video)

## Bonus-Tracks
- Flux (Us Version) – 3:37
- We Were Lovers (Japanische Version) – 4:12
- England (Japanische Version) – 4:15
- Cain Said to Abel (bei iTunes US erhältlich) – 3:24
- Atonement (bei iTunes US) – 3:46
- Version 2.0 (Best Buy Version) – 3:19
- Emma Kate's Accident (Best Buy Version) – 5:38
- Secrets (Kanadische Version & Target Version) – 4:06
- The Once and Future King (kanadische Version & Target Version) – 3:20
- Rhododendron (bei eMusic US) – 4:49
- Selfish Son (bei Napster und Rhapsody erhältlich) – 4:59

Alle Bonus-Tracks erschienen kompiliert auch auf dem inoffiziellen B-Seiten Album Another Weekend in the City.

## Songs
- Der Song Song for Clay (Disappear Here) hieß eigentlich Merge on Freeway und basiert auf dem Roman Less Than Zero (dt.: Unter Null) von Bret Easton Ellis.
- The Prayer sollte ursprünglich A Prayer to the Lord heißen, On anfangs Wet und Where Is Home eigentlich Death of a Century.

## Verwendung
- Die Songs Kreuzberg und I Still Remember wurden bei einer Folge der Fernsehserie O.C., California verwendet, die am 15. Februar 2007 ausgestrahlt wurde.
- I Still Remember ist Teil des Soundtracks von Til Schweigers Film Keinohrhasen.

## Single-Auskopplungen
- The Prayer (UK), 27. Januar 2007
- I Still Remember (US), 5. Februar 2007
- I Still Remember (UK), 9. April 2007
- Hunting for Witches, 9. Juli 2007
- Flux, 12. November 2007